# Auguste Bartholdi
Frédéric Auguste Bartholdi, född 2 april 1834 i Colmar i Frankrike, död 4 oktober 1904 i Paris, var en fransk skulptör.
Bartholdi studerade arkitektur i hemstaden Colmar i Alsace. Han reste därefter till Paris för att skaffa sig bättre kunskaper och färdigheter i arkitektur och måleri. Han betraktades av sin samtid som en av de stora skulptörerna i Europa.
Hans mest kända verk är Frihetsgudinnan, som donerades av den franska staten till USA 1886. Det påstås att skulpturens ansikte avbildar Bartholdis mor. 
Han har även i Europa ett mycket sevärt verk, nämligen Lejonet i Belfort, som är en massiv skulptur av ett lejon uthugget ur en bergssida i Belfort i Territoire-de-Belfort, omkring 70 kilometer från gränsen till Tyskland. Lejonet, som är 22 meter långt och 11 meter högt, ska symbolisera den kamp, som de franska trupperna utkämpade mot de preussiska trupperna i slutskedet av fransk-tyska kriget 1870-71.